# Entyloma corydalis
Entyloma corydalis de Bary – gatunek podstawczaków należący do rodziny Entylomataceae. Grzyb mikroskopijny, pasożyt niektórych roślin z rodziny makowatych (Papaveraceae).

## Systematyka
Pozycja w klasyfikacji według Index Fungorum: Entyloma, Entylomataceae, Entylomatales, Exobasidiomycetidae, Exobasidiomycetes, Ustilaginomycotina, Basidiomycota, Fungi.
Po raz pierwszy opisał go w 1874 r. Anton de Bary.

## Charakterystyka
Entyloma corydalis na porażonych liściach powoduje powstawanie słabo odgraniczonych, płaskich, żółtawobiaych do szarobrązowych plam o szerokości 1–3 mm. W ich obrębie, w tkankach roślin powstają gładkie, jasnożólte zarodniki.
Znane jest występowanie Entyloma corydalis w niektórych krajach Europy i w Kanadzie. W Polsce podano go na kokoryczy pustej Corydalis cava i kokoryczy pełnej Corydalis solida.
Jest wąskim oligofagiem pasożytującym na niektórych gatunkach roślin z rodziny makowatych. Jego żywicielami są gatunki kokoryczy Corydalis i Pseudofumaria.